# موالين الواد
موالين الواد قرية مغربية، تقع بين الرباط والدار البيضاء، بإقليم بن سليمان وتضم 9.066 نسمة (إحصاء 2004).